# 伊斯坦布尔大学

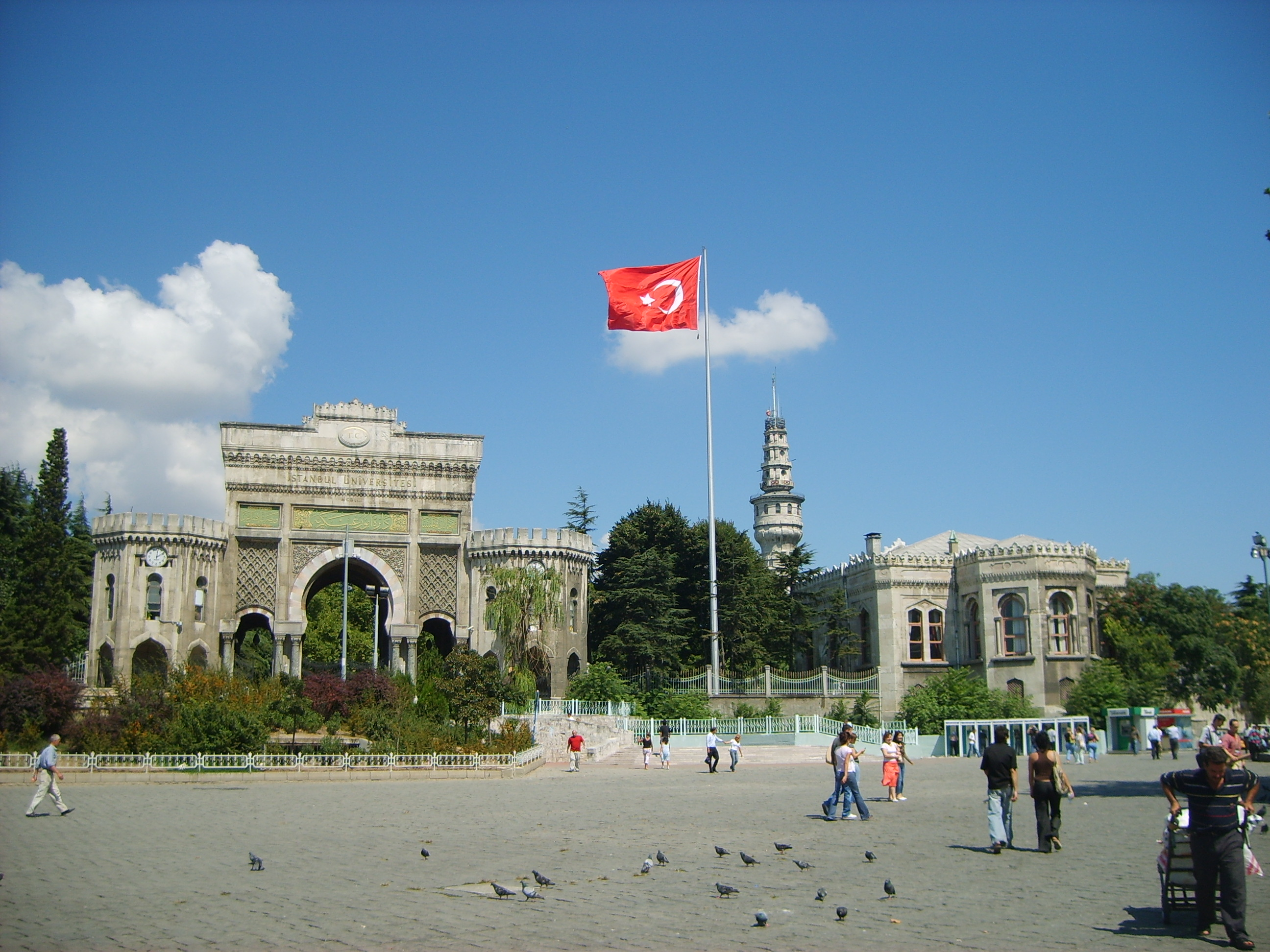
大學入口正門

伊斯坦堡大学（土耳其語：İstanbul Üniversitesi）土耳其伊斯坦布尔的一所大学，主校區位於伊斯坦堡歐洲一侧法蒂赫区的巴耶济德广场（Beyazıt Meydanı）。

## 院系设置
- 法学院
- 政治学院
- 理学院
- 医学院
- 工程学院

## 著名人物
- 阿卜杜拉·居尔，土耳其总统。
- 伊扎克·本-兹维，以色列总统
- 耶尔德勒姆·阿克布卢特，土耳其总理
- 奥尔汗·帕穆克，诺贝尔文学奖得主。
- 阿齐兹·桑贾尔，生物化学家和分子生物学家，诺贝尔化学奖得主。